# Tallusjärvi
Tallusjärvi är en sjö i Finland. Den ligger i kommunerna Tervo och Kuopio i landskapet Norra Savolax, i den centrala delen av landet, 300 km norr om huvudstaden Helsingfors. Tallusjärvi ligger 104,7 meter över havet. Den är 11,67 meter djup. Arean är 22,1 kvadratkilometer och strandlinjen är 138,69 kilometer lång. Sjön  ingår i Kymmene älvs huvudavrinningsområde.   I omgivningarna runt Tallusjärvi växer i huvudsak blandskog. Den sträcker sig 17,4 kilometer i nord-sydlig riktning, och 10,1 kilometer i öst-västlig riktning.
Följande öar finns i Tallusjärvi:
- Kurikkasaari (en ö)
- Palosaari (en ö)
- Niinisaari (en ö)
- Selkäsaari (en ö)
- Halkosaari (en ö)
- Kirvessaari (en ö)
- Eevankivi (en ö)
- Vatanen (en ö)
- Haukisaari (en ö)
- Ruoholuoto (en ö)
- Sikrinluoto (en ö)
- Saitansaari (en ö)
- Kuvajansaari (en ö)
- Nuottisaari (en ö)
- Tuohisalo (en ö)
- Keronsaari (en ö)
- Myhkyri (en ö)
- Kalasaari (en ö)
- Nuottakotasaari (en ö)
- Häikkäsaari (en ö)
- Vattusaari (en ö)
- Kovelo (en ö)
- Korppi (en ö)
- Kolminainen (en ö)
- Kaija (en ö)
- Örsti (en ö)
- Tulisaari (en ö)
- Mustinsaari (en ö)
- Viitasaari (en ö)
- Vasikkasaari (en ö)
- Honkasaari (en ö)
- Kuolio (en ö)
- Sammakkosaaret (en ö)
- Hynnylä (en ö)
- Pekunsaari (en ö)
- Heikkilänsaari (en ö)
- Kiukoonsaaret (en ö)